# Cisano sul Neva
Cisano sul Neva – miejscowość i gmina we Włoszech, w regionie Liguria, w prowincji Savona.
Według danych na rok 2004 gminę zamieszkiwały 1562 osoby, 130,2 os./km².

## Miasta partnerskie
- Bigastro
- Le Vigan